# Muhammad el-Baradei
Muhammad el-Baradei, arab. محمدالبرادعئ, Muḥammad al-Barādaʿī (ur. 17 czerwca 1942 w Kairze) – egipski polityk, prawnik, były dyrektor generalny Międzynarodowej Agencji Energii Atomowej (MAEA), organizacji pod auspicjami Organizacji Narodów Zjednoczonych, laureat Pokojowej Nagrody Nobla w 2005. Wiceprezydent Egiptu od 14 lipca do 14 sierpnia 2013.

## Życiorys
Ukończył prawo na Uniwersytecie w Kairze w 1962, doktoryzował się z prawa międzynarodowego na nowojorskiej uczelni – New York University School of Law w 1974. Jego dyplomatyczna kariera rozpoczęła się w 1964 w egipskim Ministerstwie Spraw Zagranicznych. Pracował w Stałych Przedstawicielstwach Egiptu przy ONZ w Nowym Jorku i Genewie. Od 1984 el-Baradei był członkiem Sekretariatu IAEA, zajmując w nim wysoką pozycję. Zanim został dyrektorem generalnym, był doradcą agencji i kierował w niej Departamentem Prawnym (1984-1993). Następnie został asystentem dyrektora generalnego ds. stosunków zagranicznych (1993-1997). W 1997 zastąpił Hansa Blixa na stanowisku dyrektora generalnego IAEA. W 2001 powierzono mu tę funkcję ponownie.
Ze względu na odważną krytykę amerykańskiego stanowiska, uzasadniającego wojnę w Iraku rzekomą obecnością tajnych składów broni jądrowej w tym regionie, el-Baradei stał się obiektem bardzo ostrych ataków ze strony rządu George’a W. Busha, który m.in. przez wiele miesięcy starał się zablokować jego ponowny wybór na stanowisko dyrektora generalnego IAEA. Amerykanie zarzucali ponadto Muhammadowi el-Baradei, że niedostatecznie wyraźnie potępił irański program nuklearny. Rząd USA zaniechał tych ataków dopiero po spotkaniu Muhammada el-Baradei z sekretarz stanu Condoleezzą Rice.
Podczas negocjacji z Iranem pojawiły się plotki, że żona el-Baradeia jest Iranką, co mogłoby podważać jego obiektywność, jednak IAEA natychmiast zdecydowanie to zdementowała.
Wraz z kierowaną przez siebie IAEA został laureatem Pokojowej Nagrody Nobla w 2005 r.
W okresie egipskiej rewolucji i po niej był uznawany za przywódcę liberalnej części społeczeństwa i lidera wywodzących się z tej grupy społecznej ugrupowań i organizacji. Po zamachu stanu na początku lipca 2013 media podały, iż został mianowany nowym premierem, jednak nie objął tego stanowiska z powodu protestu konserwatywnej islamskiej partii al-Nur i został zamiast tego nominowany na wiceprezydenta odpowiedzialnego za sprawy zagraniczne. Na stanowisku wiceprezydenta został zaprzysiężony 14 lipca 2013. Podał się do dymisji dokładnie miesiąc później w efekcie masakry w Kairze i fali przemocy w kraju, w której zginęło łącznie ponad 600 osób. 18 sierpnia 2013 opuścił Egipt, udając się do Wiednia. Po rezygnacji  z powierzonego mu stanowiska, został w kraju oskarżony o zdradę narodową. W związku z tym na wrzesień 2013 wyznaczono mu rozprawę sądową.